# Payback (película)
Payback es una película de 1999 dirigida por Brian Helgeland y protagonizada por Mel Gibson. La película es una versión de A quemarropa de 1967 del director John Boorman con la actuación de Lee Marvin, ambas basadas en la novela The Hunter por Donald E. Westlake (publicada como Richard Stark, uno de sus pseudónimo). Originalmente el personaje principal era Parker, pero en esta película se llamó Porter, y Walker en A quemarropa.

## Sinopsis
Porter (Mel Gibson) y Val (Gregg Henry) cometen un atraco, pero Val había planeado eliminar a su colega para quedarse con todo el botín. Como no consiguió matarlo, Porter decide vengarse de quien le ha robado su dinero y a su mujer (Deborah Kara Unger). Para ello cuenta con la ayuda de Rosie (Maria Bello).

## Reparto
- Mel Gibson - Porter
- Gregg Henry - Val Resnick
- Maria Bello - Rosie
- David Paymer - Arthur Stegman
- Bill Duke - Detective Hicks
- Deborah Kara Unger - Lynn Porter
- John Glover - Phil
- William Devane - Carter
- Lucy Liu - Pearl